# شهرداری دبارکا
شهرداری دبارکا (به لاتین: Debarca Municipality) یک منطقهٔ مسکونی در مقدونیه شمالی است که در مقدونیه شمالی واقع شده‌است. شهرداری دبارکا ۴۲۵٫۳۹ کیلومتر مربع مساحت و ۵٬۵۰۷ نفر جمعیت دارد.